# Мірза Алі Ашгар Хан Амін аль-Солтан
Мірза Алі Ашгар Хан Амін аль-Солтан (перс. علیاصغر خان; 6 січня 1858 — 31 серпня 1907) — перський державний і політичний діяч, прем'єр-міністр країни влітку 1907 року.

## Життєпис
Був другим сином Ага Ібрагіма, впливового чиновника юстиції грузинського походження. Коли Алі Ашгару виповнилось 15, він почав допомагати батькові в політичних справах. Наступного року він з батьком супроводжували Насер ед-Дін Шаха під час його паломництва до святинь шиїтських міст Ен-Наджафа, Кербели й Самарри.
Коли він повернувся до Тегерана, отримав пост командувача королівської кінноти, й нНадалі продовжував кар'єру, сягнувши посади скарбничого армії. Після смерті батька 1883 року отримав почесний титул останнього Амін аль-Солтана та став міністром юстиції. За кілька років отримав звання атабека та зайняв пост великого візира.
Після вбивства Насер ед-Дін Шаха 1896 року Алі Ашгар допоміг забезпечити передачу влади його сину, Мозаффар ед-Дін-шаху. У листопаді того ж року Алі Ашгар був усунутий від посту глави уряду. Після цього він спочатку вирушив у Кум, потім подорожував Росією, Китаєм і Японією, а згодом емігрував до Швейцарії. Під час конституційної революції новий шах Мухаммед Алі Шах запросив Алі Ашгара повернутись на батьківщину.
Невдовзі шах Алі Ашгару сформувати новий уряд країни. У країні, що дісталась прем'єру, панував цілковитий хаос, держава не сплачувала платню урядовим чиновникам, тривало суперництво Росії й Великою Британією за вплив на Персію, Османська імперія вторглась у західну частину Ірану, окрім того відбувались криваві заколоти всередині самої країни. Алі Ашгар зумів швидко зупинити османів, а також вжити спроби до оздоровлення фінансового стану держави.
Алі Ашгар був убитий у будівлі іранського парламенту 31 серпня 1907 року.